# Coll de Firstplan
El coll de Firstplan és un port de muntanya que corona a 722 metres a la serralada dels Vosges, entre Soultzbach-les-Bains i Soultzmatt, a l'alt Rin, França. El coll permet creuar una gran massa boscosa que domina la plana de l'Alsàcia, a l'est del Petit Ballon.

## Detalls de l'ascensió
Des de Soultzbach-les-Bains són 8,5 quilòmetres d'ascensió a una mitjana del 4,7%, en què se superen 401 metres de desnivell. Des de Soultzmatt l'ascensió té 9,8 quilòmetres a una mitjana del 4,3%.

## El coll al Tour de França
Aquest coll ha estat inclòs en quatre ocasions en el recorregut del Tour de França, la primera d'elles el 1969. Els ciclistes que l'han coronat en primera posició han estat:
| Any  | Etapa | Categoria | Inici     | Final                     | Primer al cim           |
| ---- | ----- | --------- | --------- | ------------------------- | ----------------------- |
| 2014 | 10a   | 2a        | Mülhausen | Planche des Belles Filles | Thomas Voeckler (FRA)   |
| 2009 | 13a   | 2a        | Vittel    | Colmar                    | Heinrich Haussler (GER) |
| 1971 | 2a    | 2a        | Mülhausen | Estrasburg                | Joop Zoetemelk (NED)    |
| 1969 | 5a    | 3a        | Nancy     | Mülhausen                 | Joaquim Agostinho (POR) |